# Besanmast

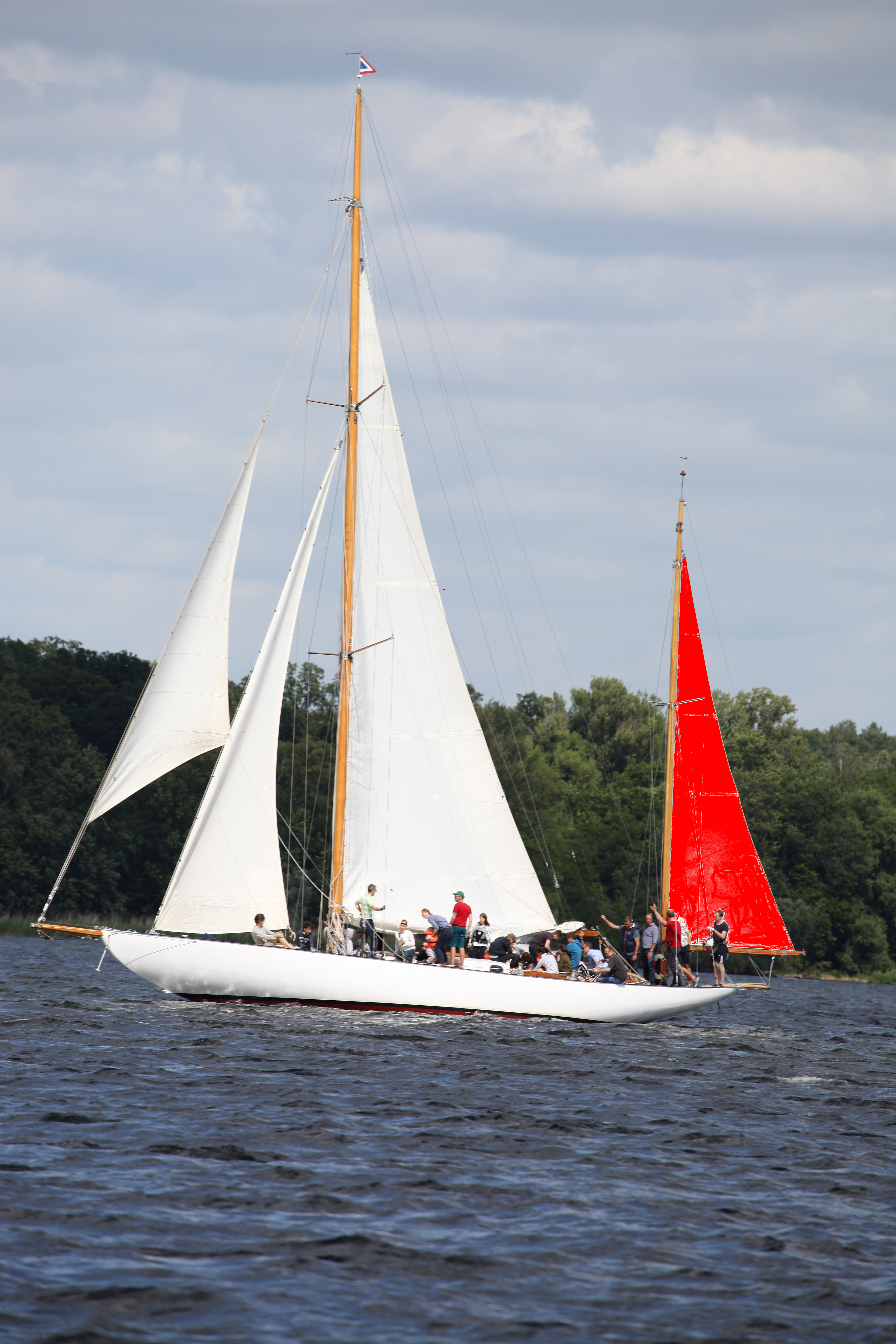
Yawl, an deren Besanmast ein rotes Besansegel angeschlagen (befestigt) ist

Der Besanmast (Aussprache nach IPA: beˈzaːn) ist der hinterste Mast auf Schiffen, die mit (einem oder mehreren) Masten hinter dem Großmast getakelt sind. An ihm wird das Besansegel gefahren. Das Wort Besan wurde im 17. Jahrhundert aus dem Niederländischen in die deutsche Sprache übernommen. Mit bezaan bezeichneten die Niederländer das Gaffelsegel am letzten Mast.
In Deutschland gibt es – abweichend von dieser Definition – seit dem ausgehenden 19. Jahrhundert eine Tendenz, den letzten rahgetakelten Mast eines Segelschiffes Kreuzmast zu nennen, so dass Vollschiffe damit keinen Besanmast aufwiesen (siehe zur Namensherkunft den Artikel Kreuzmast), wohl aber ein (oder mehrere) Besansegel. Das bedeutete gemäß dieser Nomenklatur, dass das Besansegel bei einem Vollschiff am Kreuzmast, jedoch bei einer Bark am Besanmast angeschlagen war. Vor dieser Zeit waren die Bezeichnungen Besan und Kreuz synonym in Gebrauch.
Indes wird der letzte Mast des derzeit einzigen Fünfmastvollschiffes, Royal Clipper, im Deutschen offiziell Besanmast genannt; hier gilt also die „alte“ Nomenklatur (wobei die daran befestigten Rahsegel jeweils Kreuz- als Bestimmungszusatz tragen).
Der hintere Mast einer Ketsch oder Yawl heißt ebenfalls Besanmast.

## Bestandteile des Besanmasts
Man benennt die Abschnitte eines gebauten Besanmasts, sofern er also kein Pfahlmast aus einem Stück ist, mit:
- Besanuntermast
- Besanmarsstenge (Besanstenge)
- Besanbramstenge